# PENTAX Z-1
PENTAX Z-1 クォーツデートは、旭光学工業が1991年12月に発売したハイアマチュア向け35mm一眼レフカメラ。発売当時のZシリーズの旗艦モデルであり、「1」の数字を与えられたペンタックスにおける数少ない機種である。ペンタックス・ファンクションなどの一部機能を省いた姉妹機のZ-5も発売された。1994年6月には、後継機のZ-1Pが発売されている。

## 特徴
ペンタックスSFシリーズに続くZシリーズの旗艦機として開発された本機は、ハイパープログラムを新たに採用したのが最大の特徴となっている。これは、プログラムモード使用時に前後ダイヤルを回すことで、絞り優先モードとシャッター速度優先モードを瞬時に行き来することができ、IFボタン（インタラクティブ・ファンクションボタン、現在のグリーンボタンに相当）を押すことでプログラムモードに回帰することができるというものである。また、下位機種のZ-10でも採用されているハイパーマニュアルも採用されている。これらの露出モードは最新のペンタックスのデジタル一眼レフでも採用され、ペンタックスの特徴的な機能の一つとなっている。
シャッタースピードはペンタックスのカメラにおいて最速の1/8000秒を実現し、フラッシュ同調速度1/250秒、など、ペンタックスの最上位機種に恥じない機能が盛り込まれている。マウントはKAF2マウントを採用し、それに対応するレンズを使用することで、パワーズームおよびそれに付随する機能（ズームクリップ、イメージサイズ指定、露光間ズーム）が使用できる。